# Miniature (informatique)
Pour les articles homonymes, voir Miniature et Vignette.

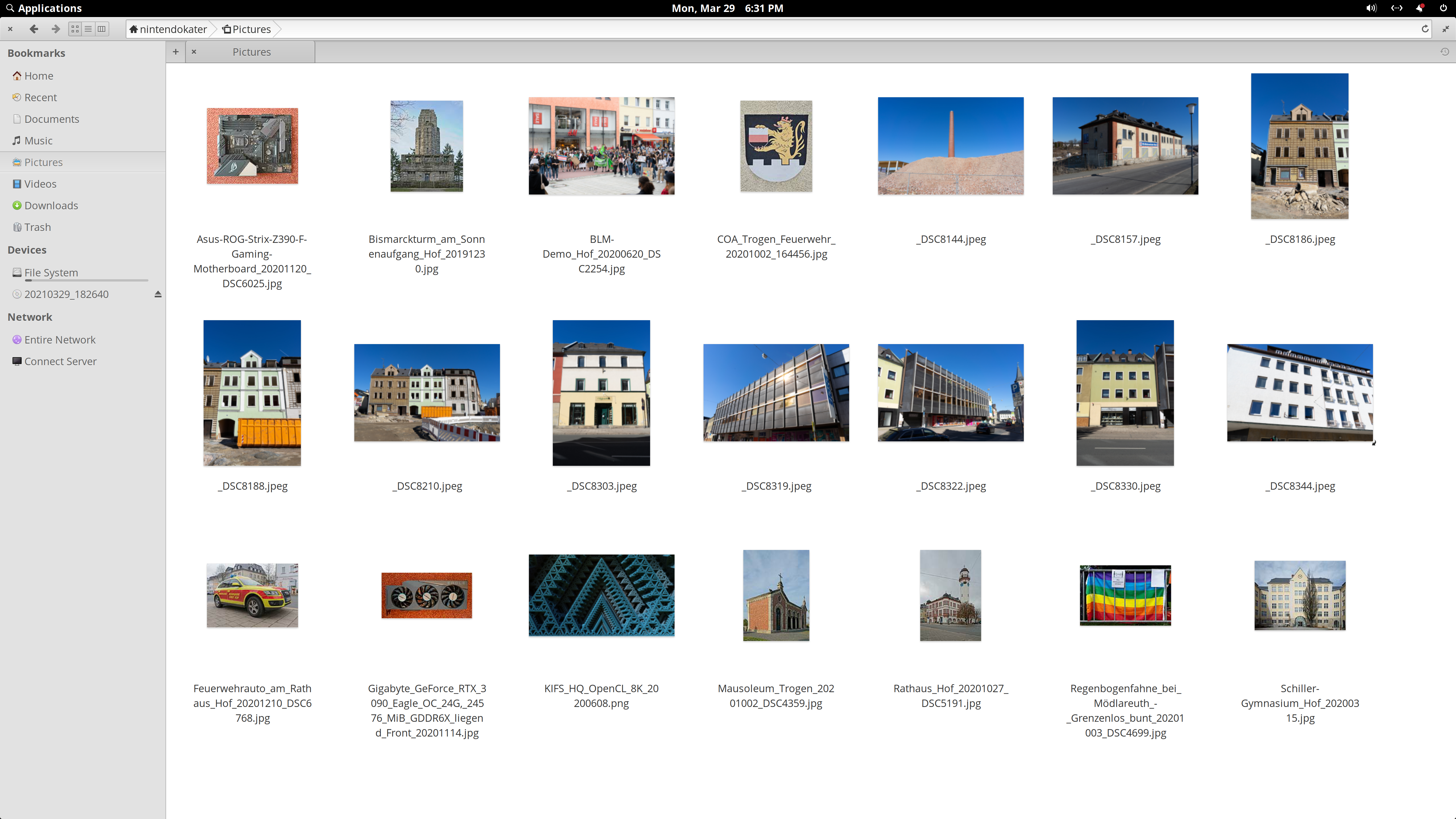
Miniatures.

Une miniature, ou vignette (ou un carré[réf. nécessaire]), souvent désignée par l'anglicisme « thumbnail » (littéralement « ongle de pouce », en référence à sa taille) ou son apocope « thumb », est, en informatique, une version d'une image dont la taille est réduite par rapport à l'original. En principe, cliquer sur une miniature dirige vers l'image dans sa version normale, par exemple au moyen d'un hyperlien.

## Utilité
Leur utilité principale est similaire à celle d'un index ou d'une table des matières pour du texte : permettre la construction de galeries d'images, afin d'en visualiser un plus grand nombre à la fois, et ainsi d'adopter plus facilement une vue d'ensemble sur elles, éventuellement afin d'en choisir une. C'est ainsi le cas dans les logiciels de gestion et de visualisation d'images, les pages de résultats des moteurs de recherche d'images, les sites de partage de photos ou de vidéos, les TGP, etc.
Par ailleurs, les miniatures étant des fichiers de poids plus faible, elles sont plus rapides à télécharger sur Internet ; c'est pourquoi elles sont utilisées sur les pages web, pour les rendre moins lourdes, et ainsi faciliter la navigation.
Elles servent aussi sur les sites d'hébergement de vidéos comme YouTube, à montrer un aperçu de la vidéo que l'utilisateur va pouvoir regarder par la suite.

## Techniques
La taille des miniatures n'est pas fixée de manière formelle, et varie en fonction des contextes, mais elle est généralement comprise entre 100 et 250 pixels, et est parfois paramétrable par l'utilisateur.
Les miniatures peuvent être créées manuellement, éventuellement par lots, en utilisant un logiciel graphique, ou bien générées à la volée, auquel cas elles peuvent être mises en cache.
En principe, sur le Web, une miniature ne devrait pas simplement être le fichier original redimensionné grâce au HTML, mais plutôt un fichier distinct, sans quoi c'est le navigateur qui doit faire le redimensionnement, et l'intérêt de la miniature est alors perdu, puisque l'image entière doit être chargée au lieu d'un fichier plus petit ; de plus la qualité du redimensionnement effectué par le navigateur n'est pas toujours optimale.
Parfois, lorsque la miniature est réalisée manuellement, il ne s'agit pas seulement d'une version redimensionnée de l'image, mais aussi recadrée, où seule la partie utile de l'image est reproduite. De cette manière, la miniature peut être de plus petite taille tout en restant aussi reconnaissable. Cependant, une telle méthode risque d'induire le visiteur en erreur quant au contenu effectif de l'image originale.

## Thumbshot
Le thumbshot est une variante de la miniature : l'image qui y est réduite est la capture d'écran d'une page web ou de tout autre ressource, dans le but de donner à l'internaute un aperçu de ce vers quoi il sera dirigé en suivant un lien.
Les thumbshots sont notamment utilisés dans les pages de résultats de certains moteurs de recherche et annuaires web, pour que l'utilisateur puisse voir le contenu des sites proposés sans avoir à les visiter un à un, et ainsi choisir plus facilement celui qui correspond le mieux à ses attentes.
L'une des premières applications des thumbshots a été développée par Jakob Nielsen alors qu'il travaillait pour Sun Microsystems ; elle consistait à afficher des miniatures des pages placées dans les favoris d'un navigateur.
Depuis lors, les thumbshots ont trouvé d'autres applications, à la fois en ligne et hors ligne, servant notamment à prévisualiser un document local sans avoir à l'ouvrir, dans un gestionnaire de fichiers ou un moteur de recherche de bureau par exemple.